# Penalva (kommun)
Penalva är en kommun i Brasilien.   Den ligger i delstaten Maranhão, i den nordöstra delen av landet, 1 400 km norr om huvudstaden Brasília. Antalet invånare är 34 246. Penalva ligger vid sjön Lago de Viana.
Följande samhällen finns i Penalva:
- Penalva

Runt Penalva är det ganska glesbefolkat, med 36 invånare per kvadratkilometer.